# 唐安麒
唐安麒（英語：Angel Tong，1968年9月4日—）為唐安麒美顏瘦身專門店之創辦人。
唐安麒國際集團創辦人，身兼作家、節目主持人。1987年，以19歲之齡創辦唐安麒美顏瘦身專門店。唐安麒博士用自己的名字做招牌，就是要對客戶作出一生的承諾。至今，唐安麒國際集團業務範圍擴展至醫學美容、房地產、娛樂事業、健康食品、護膚產品、結合中西醫及自然療法醫學診所等等。多年來秉著口碑良心經營，2021年集團已邁向35年。
唐安麒博士除了是經營國際美容集團的企業家，還是一個擁有大量支持者的明星級美容專家及作家。她提倡「健康瘦身」，將多年經驗，結合西方自然療法及中醫營養學的觀念，研發出「唐安麒宇宙飲食」，以「補身瘦身」食療幫助愛美的女士，教導健康生活的重要，並灌輸「健康才是美」的正確概念。30多年來幫助過千萬女士，成功減去脂肪，挽回健康。她獨創的 Angel Diet「唐安麒宇宙飲食」網絡閱讀人數超過8000萬，所撰寫的瘦身、美容書籍全球售出超過一百萬本。
唐安麒博士多年來熱衷於公益活動，成立了「唐安麒義工隊」及「唐安麒慈善基金」，盡力在國內外助養、幫助貧困兒童、在中國貴州捐建「唐安麒小學」。以「獅子山下，同舟共濟」的精神，盡力幫助有需要的朋友。2011年獲得由美國總統府頒發、美國總統奧巴馬簽發的「美國總統公益服務獎」，肯定於慈善、教育發展上的貢獻。
唐安麒博士在2023年獲得「香港經典品牌大獎」 並獲香港行政長官李家超嘉許：「持續向市民和旅客提供優質的產品和服務，為香港的經濟和社會作出卓越的貢獻，深入民心、家傳戶曉的品牌。」是次獎項Angel Face 唐安麒美顏瘦身專門店 是美容健美丶醫學美容丶健康業界「唯一」得獎者！其他得獎品牌包括：長江集團丶新世界發展丶信和集團、新鴻基地產丶香港國際機場、大家樂等殿堂級品牌。

## 學歷
- 九龍婦女福利會李炳紀念學校
- 聖加大利女書院
- 榮譽工商管理博士
- Doctor of Business Administration(Honoris Causa)
- 香港大學 - 中藥營養學、藥膳烹調師
- 香港理工大學 - 體重控制學

## 履歷
- 唐安麒國際集團主席
- 曾任香港仁濟醫院中醫管理委員會主席

## 獎項
- 榮獲 美國總統府頒發「美國總統公益服務獎」
- 榮獲「亞洲傑出商業企業家獎」
- 榮獲「中國百名傑出女企業家」
- 榮獲「香港經典品牌大獎」

## 主持節目
- 北京舞台劇「戀愛世紀」女主角
- 辣媽網嘉賓主持
- 黑龍江衞視「美麗俏佳人」嘉賓主持
- 亞洲電視「撻著」嘉賓主持
- 華娛衞視節目「樂活時尚坊」及「教主來了」節目主持
- 壹傳媒集團「atnext.com」的網上節目「私家廚房」

## 書籍
| 年份   | 書名                                             | 作者   | 出版社             | ISBN               |
| 1995年 | 《唐安麒の瘦身ANGEL TONG》                       | 唐安麒 | 唐安麒             | ISBN 9789579711111 |
| 1996年 | 《D.I.Y唐安麒の美顏享瘦D.I.Y》                   | 唐安麒 | 唐安麒             | ISBN 9789579715737 |
| 1997年 | 《拿出你的真愛來》                               | 唐安麒 | 唐安麒             | ISBN 9789579719476 |
| 1998年 | 《唐安麒瘦身健美湯方》                           | 唐安麒 | 圓神               | ISBN 9789576073250 |
| 1998年 | 《唐安麒12星座體雕術》                           | 唐安麒 | 圓神               | ISBN 9789576073403 |
| 2000年 | 《唐安麒全家勁補湯──精選四十八道獨家補湯大公開》 | 唐安麒 | 商周出版           | ISBN 9789576677281 |
| 2000年 | 《唐安麒超猛瘦身戰略》                           | 唐安麒 | 美中仙             | ISBN 9789573099123 |
| 2001年 | 《唐安麒の明星美顏瘦身戰略》                     | 唐安麒 | 美中仙             | ISBN 9789573099147 |
| 2002年 | 《唐安麒の瘦身成功實證》                         | 唐安麒 | 美中仙             | ISBN 9789573099161 |
| 2002年 | 《唐安麒全家補》                                 | 唐安麒 | 商周出版           | ISBN 9789861200637 |
| 2002年 | 《唐安琪瘦身健美湯方（全新精進版）》             | 唐安麒 | 圓神               | ISBN 9789576078217 |
| 2003年 | 《囡囡總裁》                                     | 唐安麒 | 美中仙             | ISBN 9789573099178 |
| 2003年 | 《囡囡總裁》                                     | 唐安麒 | 明窗出版社有限公司 | ISBN 9629738813    |
| 2003年 | 《唐安麒の創業必殺技（舊書名：囡囡總裁）》       | 唐安麒 | 明窗出版社有限公司 | ISBN 9789629738815 |
| 2003年 | 《唐安麒超猛瘦身戰略》                           | 唐安麒 | 美中仙             | ISBN 9789573099185 |
| 2003年 | 《唐安麒秘笈──瘦身餐單》                         | 唐安麒 | 明窗出版社有限公司 | ISBN 9789629738556 |
| 2003年 | 《唐安麒秘笈──豐胸必殺技》                       | 唐安麒 | 明窗出版社有限公司 | ISBN 9789629739324 |
| 2003年 | 《唐安麒秘笈──便暢解憂》                         | 唐安麒 | 明報出版社有限公司 | ISBN 9789629739973 |
| 2003年 | 《瘦身有你──唐安麒瘦身湯粥》                     | 唐安麒 | 明窗出版社有限公司 | ISBN 9789629738549 |
| 2004年 | 《唐安麒元氣瘦身湯》                             | 唐安麒 | 尖端               | ISBN 9789571028378 |
| 2004年 | 《唐安麒的超猛豐胸魔法》                         | 唐安麒 | 美中仙             | ISBN 9789573099192 |
| 2004年 | 《唐安麒教你變名模：林志玲豐胸瘦身實錄》         | 唐安麒 | 英特發             | ISBN 9789572824382 |
| 2005年 | 《唐安麒速效豐胸戰略》                           | 唐安麒 | 尖端               | ISBN 9789571030517 |
| 2005年 | 《唐安麒超猛瘦身魔法》                           | 唐安麒 | 尖端               | ISBN 9789571030524 |
| 2005年 | 《唐安麒瘦身成功實證秘笈》                       | 唐安麒 | 尖端               | ISBN 9789571030500 |
| 2005年 | 《唐安麒10日瘦身DIY》                            | 唐安麒 | 尖端               | ISBN 9789571030470 |
| 2005年 | 《唐安麒排毒瘦身湯》                             | 唐安麒 | 尖端               | ISBN 9789571031248 |
| 2006年 | 《唐安麒滋補養生湯》                             | 唐安麒 | 尖端               | ISBN 9789571031569 |
| 2006年 | 《Baby CEO》(英文版)                             | 唐安麒 | 明窗出版社有限公司 | ISBN 9628917641    |
| 2007年 | 《唐安麒的成功祕訣：美麗人生的利他哲學》         | 唐安麒 | 尖端               | ISBN 9789571036687 |
| 2008年 | 《唐安麒濃香瘦身餐》                             | 唐安麒 | 尖端               | ISBN 9789571037738 |
| 2009年 | 《自然‧健康‧排毒》                               | 唐安麒 | 龍文化             | ISBN 9789881823618 |
| 2009年 | 《補身瘦身食譜》                                 | 唐安麒 | 龍文化             | ISBN 9789881823625 |
| 2010年 | 《環球美食瘦得起》                               | 唐安麒 | 龍文化             | ISBN 9789881823649 |
| 2011年 | 《排毒便暢一身輕》                               | 唐安麒 | 龍文化             | ISBN 9789881823663 |
| 2011年 | 《自煮瘦身便當》                                 | 唐安麒 | 龍文化             | ISBN 9789881823632 |
| 2012年 | 《型男變身術》                                   | 唐安麒 | 龍文化             | ISBN 9789881823687 |
| 2012年 | 《唐安麒宇宙飲食》                               | 唐安麒 | 龍文化             | ISBN 9789881823670 |
| 2013年 | 《吃好醬 身不脹》                                | 唐安麒 | 龍文化             | ISBN 9789881823601 |
| 2014年 | 《逆生長秘籍》                                   | 唐安麒 | 龍文化             | ISBN 9789881632517 |
| 2015年 | 《唐安麒飲食瘦身革命：吃著吃著就瘦了》           | 唐安麒 | 青島出版社         | ISBN 9787555209072 |
| 2016年 | 《瘦身女神：唐安麒宇宙飲食法》                   | 唐安麒 | 青島出版社         | ISBN 9787555243816 |
| 2016年 | 《不老女神：唐安麒逆生長法則》                   | 唐安麒 | 青島出版社         | ISBN 9787555234678 |

## 外部連結
- 個人網誌（页面存档备份，存于）（中文）
- 唐安麒的新浪微博
- 唐安麒的Facebook專頁